# 塔尼特·菲尼克斯
塔尼特·菲尼克斯（英語：Tanit Phoenix，1980年9月24日—）是一位南非时尚模特、演员和化妆师。 她最著名的是2003年身着比基尼为《运动画刊泳装特辑》拍的照片，还有同年为GQ杂志和《男人装》拍摄的艺术照。 塔尼特嫁给了同是南非籍的演员沙托·科普利。

## 早期生活
塔尼特·菲尼克斯出生在德班，有荷兰和爱尔兰血统。  她从5岁开始学习芭蕾并且一直跳了15年。

## 职业生涯

### 模特
塔尼特14岁时在南非德班开始了她的职业生涯。在家乡韦斯特威尔她被星探发现 她出现在了很多国际商业广告中比如阿迪达斯，可口可乐，富维克， Aqua-mineral， Visine， 玉泉汽水， 美国瑞士珠宝，雪铁龙C3，妮维雅， Alberto VO5,，阿麗雅賭場酒店， Transition Lenses, Volvic，内衣宣传 和她代言了5年的薇婷电视广告和活动。
菲尼克斯在欧洲电视里为Fa沐浴露打广告，裸露上身跳伞。在2003年德国《美信》年度女性评选中被叫做“谁是那个女孩？”之后她被选为德国版《美信》2004年的封面女郎。一年之后她又登上了美国版《美信》封面。 在2004年南非《男人装》全球评选中位列《男人装》最性感的女人第五位，2005年位列第六，2006年第10，2007年第40。  2011年菲尼克斯赢得了IGN的“年度最性感女人”。她是拍摄过IGN的Babeology系列的最受欢迎的女孩。
她上过4次南非版《柯梦波丹》杂志封面4次，南非版与美国版《男人装》很多次，还有Legacy, Indwe, 南非版《美麗佳人》, 德国和南非版《形体》和南非版《GQ》，另外经常拍摄運動畫刊泳裝特輯. 。I在2014年5月她出现在了南非版的《美信》封面。

### 演员
菲尼克斯以在2005年的军火之王中扮演贾德·莱托的女友之一开始了自己的演员生涯，还有在南非与加拿大的奇幻电视剧查理·贾德 的“被忽略的事”一集中扮演马拉契的助手。 在2007年她与卫斯理·史奈普出演了电影Gallowwalkers。这部电影直到2013年才作为录像发售。 2008年她出演惊悚片Kamasutra Nights 也叫 Maya.
In 2010, 她出演了恐怖片 Lost Boys: The Thirst 并且在喜剧Spud 中与约翰·克里斯有对手戏。
2011年，菲尼克斯出演了Cinemax和HBO共同出品的电视剧《蛇蝎美人》 ， 在里面她是故事的叙述者在每一集都有一个片段； 2012年这部剧继续播放了第二季。她在《狡兔计划》中担任配角。在2012年的电影Mad Buddies中扮演了Leon Schuster性感的对手。 
菲尼克斯与路克·高斯和丹尼·特乔一起出演了《死亡飞车2》与《絕命尬車3：地獄》并且还在 Spud 2: The Madness Continues中扮演伊芙·威尔逊.

### 化妆师
在2013年塔尼特首次在POV 的电影《硬核大战》中担任了角色吉米的主要化妆师与设计师。 吉米的扮演者是她的丈夫沙托·科普雷。 她让他在11个角色之间转换。

## 个人生活
从2012年一月开始塔尼特就与演员沙托·科普雷经营一段感情。 2015年3月26日，沙托在夏威夷岛上向塔尼特求婚。他们于2016年2月15日在南非开普敦秘密结婚，只邀请了一小部分来宾来庆祝婚礼。 她有时住在开普敦有时则是洛杉矶。她是一个纯素食主义者。

## 参演作品
| 年代      | 标题                                               | 角色                   | 备注                  |
| --------- | -------------------------------------------------- | ---------------------- | --------------------- |
| 2005      | Charlie Jade                                       | Malachi's associate #1 | 單集："Things Unseen" |
| 2005      | Crazy Monkey Presents Straught Outta Benoni        | Megan Alba             |                       |
| 2005      | 軍火之王                                           | Candy                  |                       |
| 2008      | Kamasutra Nights: Maya                             | Alexandria             | 錄影帶首映            |
| 2009      | The·Philanthropist                                 | Lap Dancer             | 單集："San Diego"     |
| 2010      | Schuks Tshabalala's Survival Guide to South Africa | Ettie                  |                       |
| 2010      | Lost Boys: The Thirst                              | Gwen Lieber            | 錄影帶首映            |
| 2010      | Spud                                               | Mrs. Eve Wilson        |                       |
| 2011      | 死亡飞车2                                          | Katrina Banks          | 錄影帶首映            |
| 2011-2012 | 蛇蝎美人                                           | 莉莉丝                 | 主演 (26 集)          |
| 2012      | 狡兔計畫                                           | Hostess                |                       |
| 2012      | Mad Buddies                                        | Kelsey                 |                       |
| 2013      | 絕命尬車3：地獄                                    | Katrina Banks          | 錄影帶首映            |
| 2013      | Spud 2: The Madness Continues                      | Eve Wilson             |                       |
| 2013      | Gallowwalkers                                      | Angel                  | 錄影帶首映            |

## 延伸链接
- 官方网站
- Tanit Phoenix在互联网电影资料库（IMDb）上的資料（英文）
- Tanit Phoenix （页面存档备份，存于） at the Fashion Model Directory